# 雙峰 (1990年電視劇)
是一齣於1990年在ABC首播的美國電視劇，由大衛·林區與馬克·弗罗斯特聯手打造。它讲述了FBI探员戴尔·库珀调查返校日皇后劳拉·帕尔默的谋杀案的故事。它的首集于1990年4月8日在美国广播公司播出。第二集于4月12日播出。紧接着又更新了6集，该剧的第二季在1991年的6月10日播出。该剧的名字来源于案件的发生地，华盛顿州的一个虚构小镇。外景主要拍摄于华盛顿州的斯诺夸尔米和北湾，且一些另加的外景拍摄于南加州。多数内景拍摄于加利福尼亚州圣费尔南多谷的一个摄影棚内。
《双峰》曾是1990年收视率最高的剧集之一，但收视率的下降导致它在1991年第二季结束后被取消。尽管如此，它仍然受到了众多媒体的关注，并被广泛引用。在随后的几年中，《双峰》经常被列为史上最伟大的电视连续剧之一。此劇曾獲艾美獎提名及贏得金球獎。
1992年電影《雙峰：與火同行》則是本劇的前傳。2014年10月，Showtime宣布本劇會以有限連續劇的形式回歸，稱為《雙峰：回歸篇》（Twin Peaks: The Return），於2017年5月21日在Showtime開播，由林區和弗罗斯特編劇，林區執導。許多原劇的演員，包括麦克拉克伦，都再度演出。

## 集數
| 季數     | 集数     | 集数     | 首播日期      | 首播日期      | 首播日期 |
| 季數     | 集数     | 集数     | 首映          | 季终          | 电视网   |
| -------- | -------- | -------- | ------------- | ------------- | -------- |
| 1        | 8        | 8        | 1990年4月8日  | 1990年5月23日 | ABC      |
| 2        | 22       | 22       | 1990年9月30日 | 1991年6月10日 | ABC      |
| 與火同行 | 與火同行 | 與火同行 | 1992年8月28日 | 1992年8月28日 | 不適用   |
| 3        | 18       | 18       | 2017年5月21日 | 2017年9月3日  | Showtime |

## 演員

### 主要演員
- 凯尔·麦克拉克伦 飾演 特別探員戴爾·庫柏（英语：Dale Cooper）
- 邁克·翁金（英语：Michael Ontkean） 飾演 警長哈里·S·杜鲁门
- 瑪德甄·艾美克（英语：Mädchen Amick） 飾演 雪萊·約翰遜（英语：Shelly Johnson (Twin Peaks)）
- 達納·艾希布魯克（英语：Dana Ashbrook） 飾演 博比·布里格斯
- 理查德·贝梅尔 飾演 本傑明·荷恩（英语：Benjamin Horne）
- 蘿拉·佛琳·鮑兒 飾演 唐娜·海華（英语：Donna Hayward）
- 雪琳·芬 飾演 奧黛麗·荷恩（英语：Audrey Horne）
- 沃伦·弗罗斯特（英语：Warren Frost） 飾演 威尔·海沃德医生
- 佩姬·利普頓 飾演 诺尔玛·詹宁斯
- 詹姆斯·马歇尔（英语：James Marshall (actor)） 飾演 詹姆斯·赫尔利
- 艾佛瑞特‧麥克吉爾（英语：Everett McGill） 飾演 埃德·赫尔利
- 傑克·南斯（英语：Jack Nance） 飾演 皮特·马特尔
- 雷·懷斯（英语：Ray Wise） 飾演 利蘭·帕爾瑪（英语：Leland Palmer）
- 陳沖 飾演 乔斯琳·帕卡德
- 派珀·劳瑞 飾演 凯瑟琳·马特尔
- 金美·羅伯遜（英语：Kimmy Robertson） 飾演 露西·莫兰

### 次要演員
- 艾瑞克·達·雷（英语：Eric Da Re） 飾演 利奥·约翰逊
- 哈里·戈茲（英语：Harry Goaz） 飾演 副警長安迪·布伦南
- 邁克爾·霍斯（英语：Michael Horse） 飾演 副警長汤米·“霍克”·希尔
- 雪洛·李（英语：Sheryl Lee） 飾演 蘿拉·帕爾瑪（英语：Laura Palmer）和玛迪·弗格森（英语：Maddy Ferguson）
- 魯斯·譚柏林（英语：Russ Tamblyn） 飾演 劳伦斯·雅各比医生
- 肯尼士·威爾許（英语：Kenneth Welsh） 飾演 溫德姆·厄爾（英语：Windom Earle）

### 常設演員
- 溫迪·羅比（英语：Wendy Robie） 飾演 娜丁·赫尔利
- 唐·戴维斯（英语：Don S. Davis） 飾演 加兰·布里格斯少校
- 克里斯·穆爾基（英语：Chris Mulkey） 飾演 汉克·詹宁斯
- 加里·赫什伯格 飾演 迈克·纳尔逊
- 葛蕾斯·薩布麗斯基（英语：Grace Zabriskie） 飾演 萨拉·帕尔默
- 凱瑟琳·E·康森（英语：Catherine E. Coulson） 飾演 玛格丽特·兰特曼（“木头夫人”）（英语：Log Lady）
- 伊恩·布坎南 飾演 迪克·特里梅因
- 瑪麗·喬·黛絲香奈（英语：Mary Jo Deschanel） 飾演 艾琳·海沃德
- 法蘭克·席爾瓦（英语：Frank Silva） 飾演 杀手鲍勃（英语：Killer Bob）
- 阿爾·史特羅貝爾（英语：Al Strobel） 飾演 菲利普·迈克尔·杰拉德 / 迈克（“单臂人”）
- 大衛·帕特里克·凱利 飾演 杰里·荷恩
- 米格爾·費雷爾（英语：Miguel Ferrer） 飾演 特別探員阿尔伯特·罗森菲尔德
- 約翰·波耶蘭（英语：John Boylan (American actor)） 飾演 市長德韦恩·米尔福德
- 维多利亚·卡特琳 飾演 布莱基·奥赖利
- 夏洛特·史都華（英语：Charlotte Stewart） 飾演 贝蒂·布里格斯
- 大衛·連治 飾演 局长戈登·科尔
- 海瑟·葛拉罕 飾演 安妮·布莱克本
- 羅賓·萊芙莉（英语：Robyn Lively） 飾演 拉娜·巴丁·米尔福德
- 丹·歐賀利（英语：Dan O'Herlihy） 飾演 安德鲁·帕卡德
- 比利·贊恩 飾演 约翰·贾斯蒂斯·惠勒
- 唐·阿门多利亚（英语：Don Amendolia） 飾演 埃默里·巴蒂斯
- 詹姆斯·布思（英语：James Booth） 飾演 厄尼·奈尔斯
- 麥可·帕克斯（英语：Michael Parks） 飾演 让·雷诺
- 卡雷爾·史崔肯（英语：Carel Struycken） 飾演 巨人（英语：The Giant (Twin Peaks)）
- 菲比·奥古斯丁 飾演 罗妮特·普拉斯基
- 罗伯特·鲍尔 飾演 约翰尼·荷恩
- 林尼·馬·多倫（英语：Lenny Von Dohlen） 飾演 哈罗德·史密斯
- 漢克·沃登（英语：Hank Worden） 飾演 年长的客房服务生
- 邁克爾·J·安德森（英语：Michael J. Anderson） 飾演 來自另一個地方的人（英语：The Man from Another Place）
- 简·达西 飾演 西尔维娅·荷恩
- 大衛·杜楚尼 飾演 缉毒局探員丹尼丝·布赖森
- 托尼·傑伊（英语：Tony Jay） 飾演 道吉·米尔福德
- 沃尔特·奥尔凯维奇（英语：Walter Olkewicz） 飾演 雅克·雷诺
- 大衛·華納 飾演 托马斯·埃克哈特

## 國際播映
台灣的台灣電視公司曾於1991年8月28日至1992年4月7日間，於每週晚間11點30分至12點30分的時段播出。